# The Son Also Draws
The Son Also Draws is de zesde aflevering van de Amerikaanse animatieserie Family Guy. Deze aflevering werd aldaar voor het eerst uitgezonden op 9 mei 1999. Het verhaal en de titel is gebaseerd op het boek The Sun Also Rises van Ernest Hemingway.

## Verhaal
Chris zit bij de scouts, maar wil ermee stoppen omdat hij liever wil tekenen. Hij is echter bang dit tegen Peter te zeggen. Omdat hij helemaal niks doet bij de scouts wordt hij er uiteindelijk uitgezet, maar dit pikt Peter niet. Hij wil helemaal naar New York rijden om zijn zoon weer in ere te herstellen. Chris doet hier niks tegen omdat hij nog steeds bang is om tegen zijn vader te zeggen dat hij eigenlijk wil stoppen met de scouts.
De hele familie gaat mee naar New York behalve Brian die op het huis let en gedwongen is achter elkaar afleveringen van One Day at a Time te kijken, omdat de afstandsbediening stuk is.
De familie stopt tijdens de rit bij een indiaans casino, waar Lois verslaafd aan het gokken raakt. Als Peter terugkomt van een wc stop blijkt dat ze de auto heeft vergokt. Om de auto terug te krijgen doet Peter net of hij indiaanse voorouders heeft. De indianen sturen hem op een vision quest om te bewijzen dat hij de waarheid spreekt. Chris besluit met hem mee te gaan, hopend dat hij kan vertellen dat hij uit de scouts wil. Als Peter helemaal is uitgeput en verhongerd, beginnen de bomen tegen hem te praten. Hierna verschijnt zijn spirituele gids in de vorm van de Fonz.
Als Peter dan eindelijk naar Chris luistert realiseert hij zich dat hij beter een artiest kan zijn dan bij de scouts kan zitten. Als ze teruggaan naar het casino, krijgen ze hun auto terug en keren ze terug naar huis.

## Opmerkingen
- De aflevering is de basis voor de aflevering A Picture is Worth a 1,000 Bucks in seizoen 2.
- Peters "Canada sucks" op het einde is geschreven door de Canadese schrijver Ricky Blitt en is een parodie op de NBC's The More You Know serie van wetenswaardigheden.